# الشبانات (مصر)
قرية الشبانات هي إحدى القرى التابعة لمركز الزقازيق في محافظة الشرقية في جمهورية مصر العربية. حسب إحصاءات سنة 2006، بلغ إجمالي السكان في الشبانات 12871 نسمة، منهم 6655 رجل و6216 امرأة.

## التاريخ
ذكرها علي مبارك في كتابه الخطط التوفيقية، حيث ذكر أنها قرية في مديرية الشرقية بقسم العلاقمة، وأن بها مسجد جامع بلا مئذنة، ويزرع أهلها القطن، ولمحمود باشا الفلكي أراضي زراعية فيها، وأكثر أهلها مسلمون.